# Haldy ve Velké Střelné
Haldy ve Velké Střelné (nebo Výsypky ve Velké Střelné), jsou výsypky, které se nacházejí u lomů ve Velké Střelné nad údolím Střelenského potoka u zaniklé německé vesnice Velká Střelná ve vojenském újezdu Libavá v pohoří Oderské vrchy v okrese Olomouc v Olomouckém kraji. Jsou pozůstatkem zaniklé, evropsky významné, regionální těžby kamene (převážně vysoce kvalitní břidlice).

## Další informace
Těžba a ukládání břidličného „odpadu“, v největším ložisku břidlice v Jesenické oblasti a zřejmě i ve střední Evropě, zde probíhalo příležitostně od 16. století a pravidelně od 18. století. Písemně doložená těžba je z roku 1832 a Velká Střelná se postupně stala evropsky proslulým místem břidlicovému průmyslu (Jánský důl, resp. důl Velká Střelná). Až do roku 1866 byly haldy tvořeny jako produkt povrchové těžby a později jako produkt povrchové i hlubinné těžby. Na haldách bylo také postaveno několik budov. Vznik hald byl ukončen s rychlým utlumením důlní činnosti ve spojitosti s vysídlením německého obyvatelstva z Československa v roce 1946 a následným vznikem vojenského prostoru. Výšky hald jsou až desítky metrů a na některých místech jsou vybudované vysoké opěrné zdí z naskládané z břidlice. Pod haldami je také malé jezírko na Střelenském potoce. Břidlice z hald se využívala také pro potřeby vojenského prostoru ve vojenském újezdu Libavá.

## Galerie

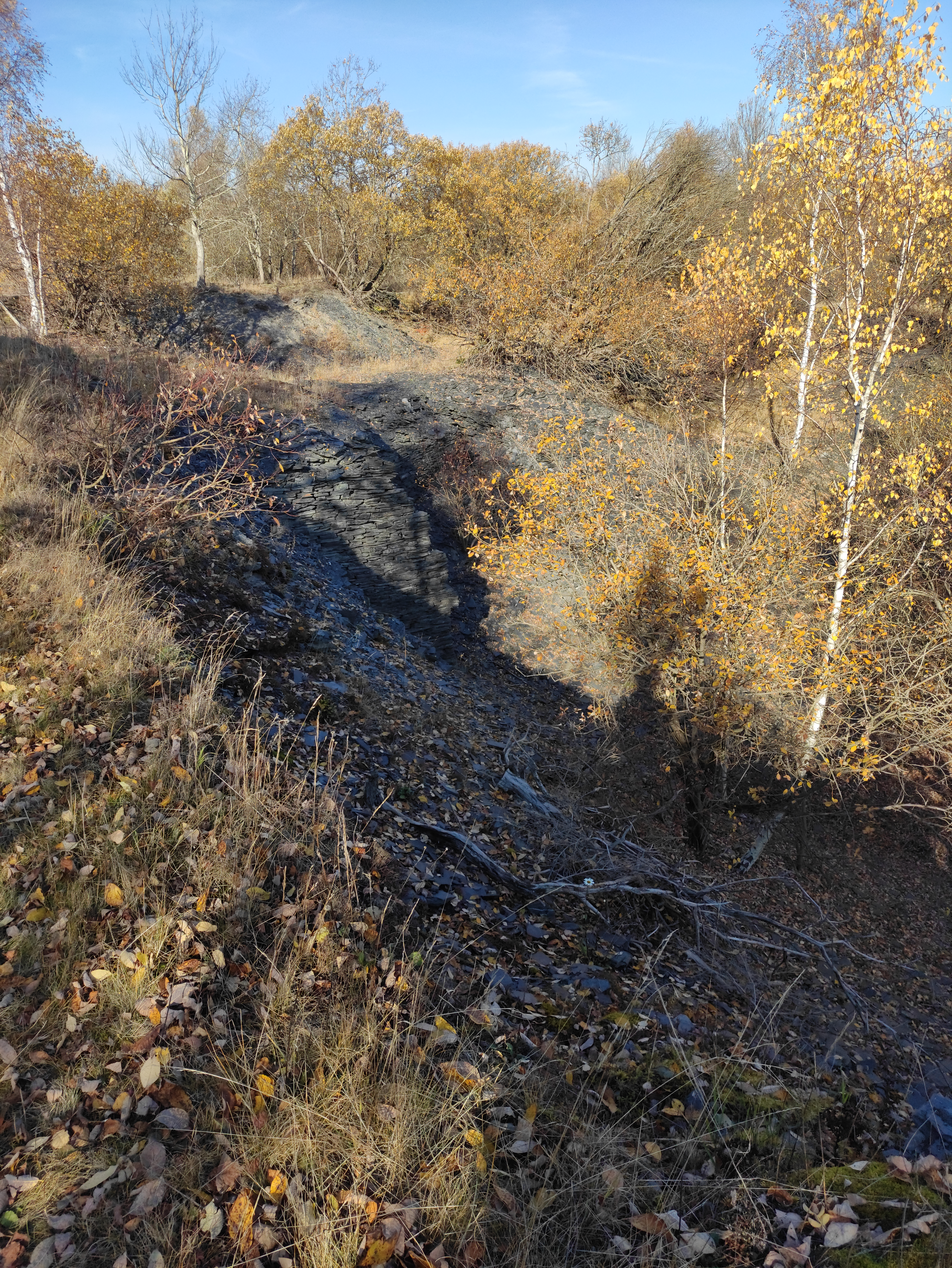
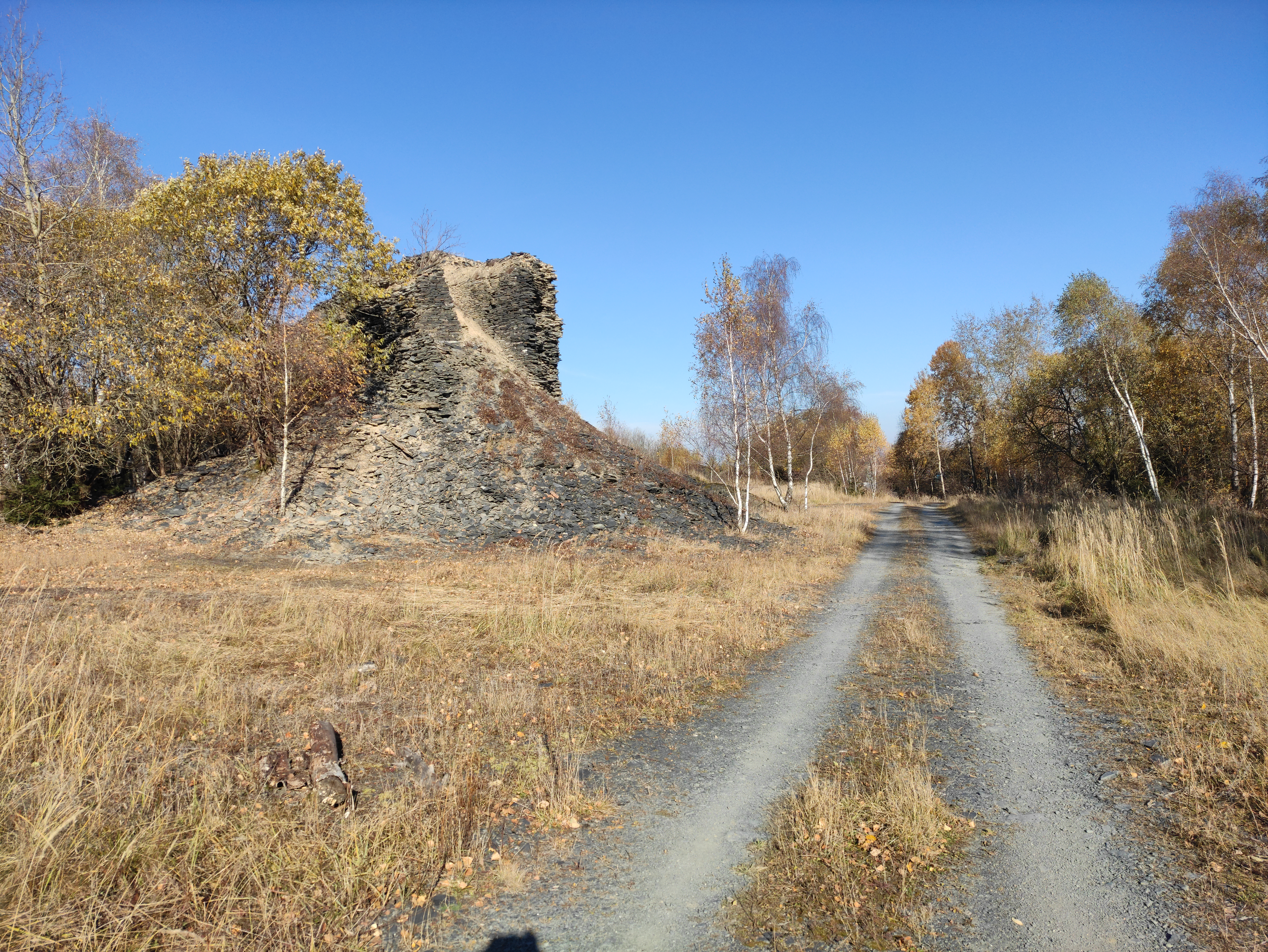
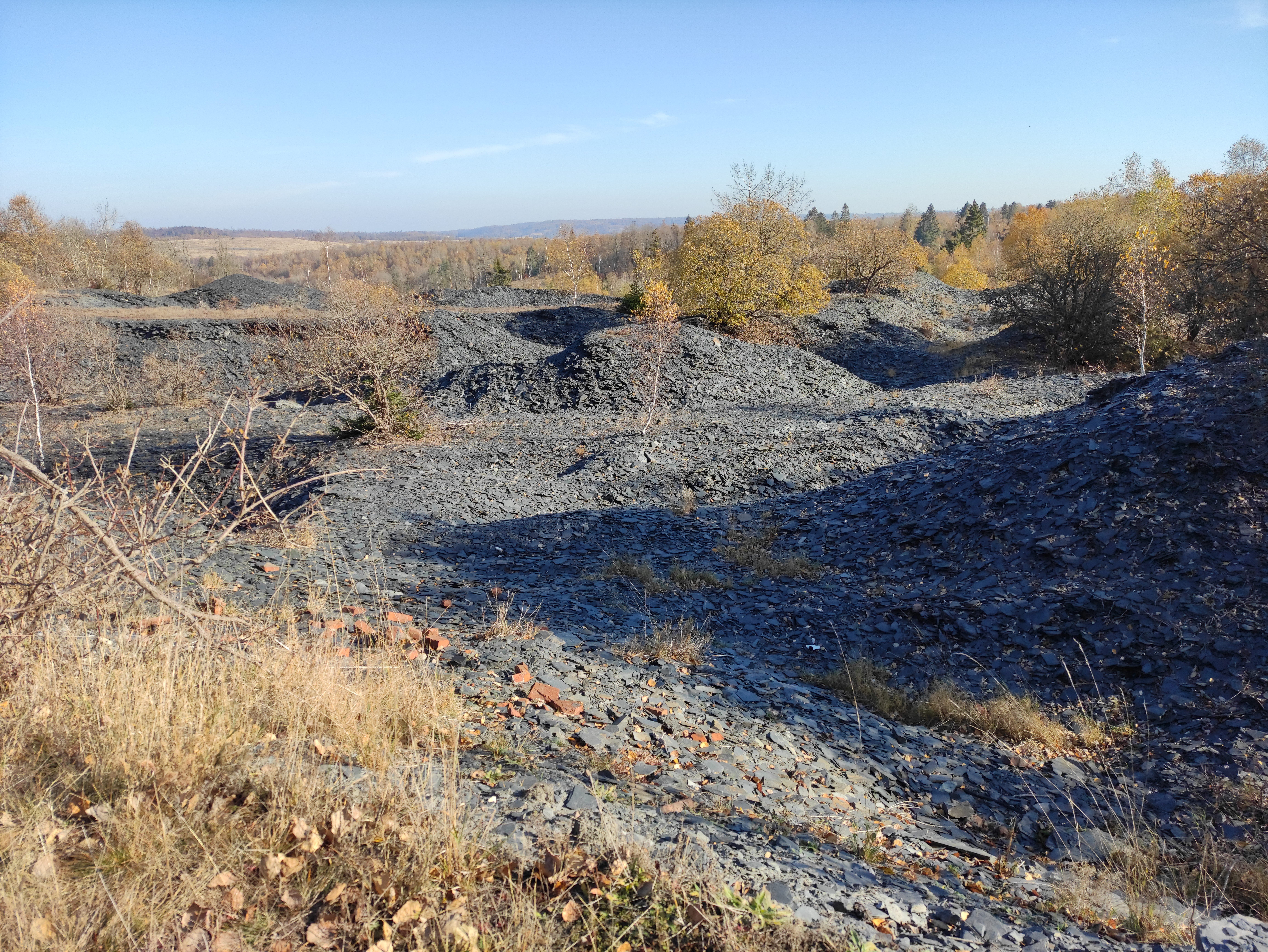
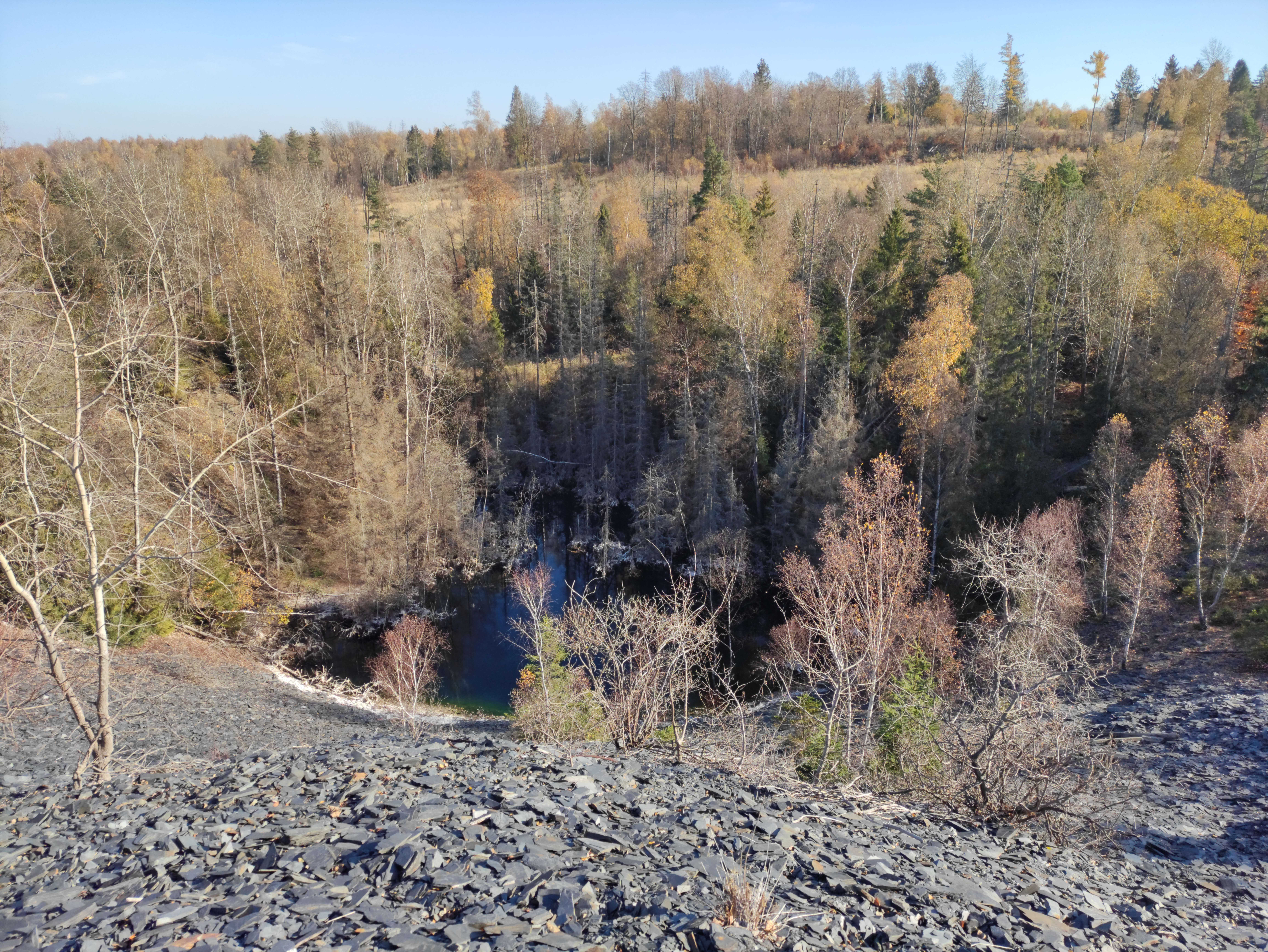
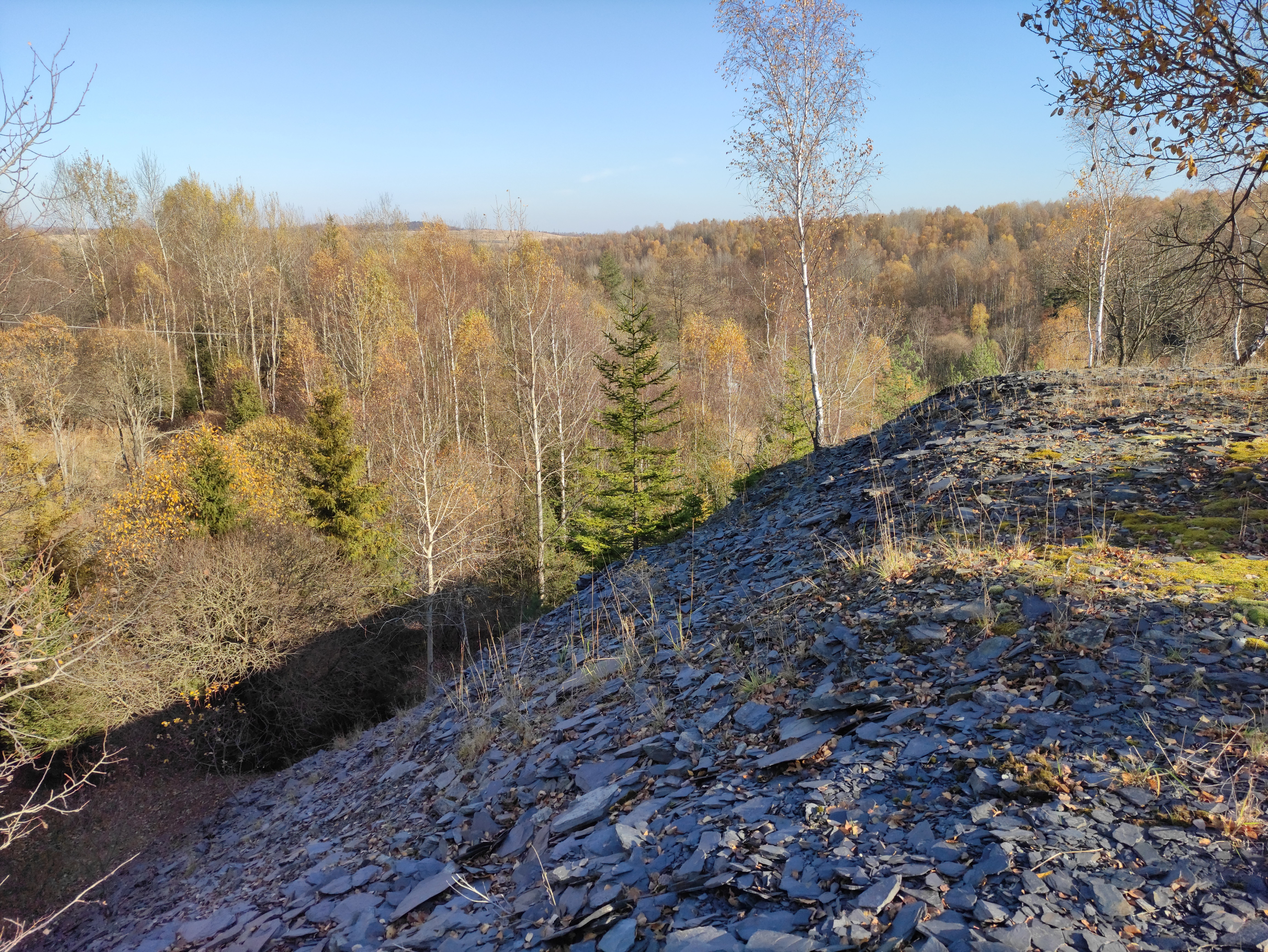
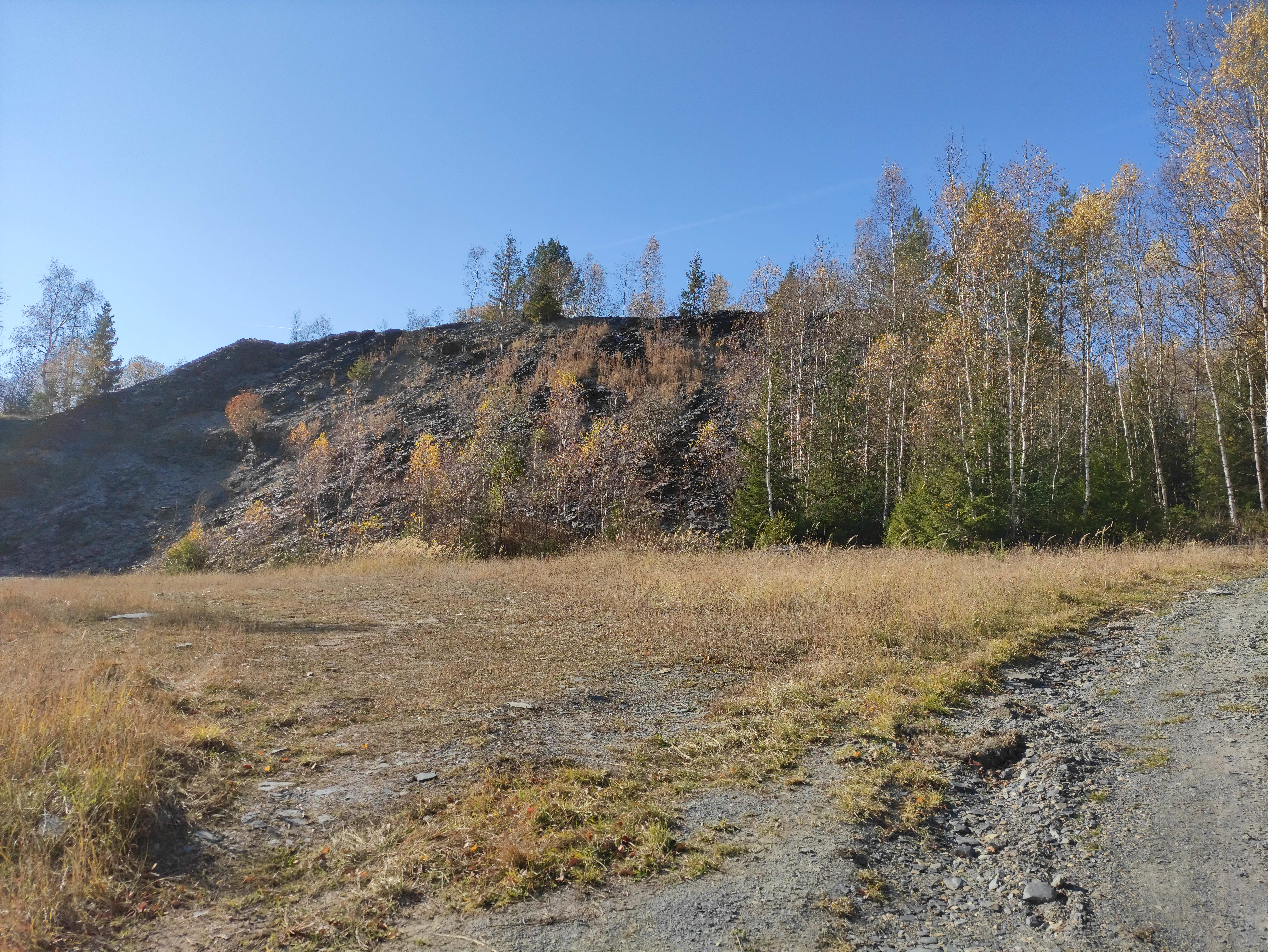